# Lo que nunca muere (película)
Lo que nunca muere es una película española de género bélico y dramático estrenada en 1955, coescrita y dirigida por Julio Salvador y con un guion basado en un serial radiofónico de Guillermo Sautier Casaseca y Luisa Alberca. En una de las escenas finales del rodaje del film falleció en un trágico accidente Mercedes de la Aldea Pérez, una de las protagonistas.

## Sinopsis
Tras acabar la Guerra Civil, un militar entra a formar parte de los servicios de información. Su nueva misión es eliminar a los agentes soviéticos que pretenden sabotear una presa que el gobierno español está construyendo en Marruecos. Lo que desconoce es que uno de los agentes es su propio hermano, uno de los Niños de Rusia evacuados a Odesa durante la contienda.

## Reparto
- Conrado San Martín como Teniente Carlos López Doria
- Vira Silenti como Nita
- Marion Mitchell como  como Margarita
- Gérard Tichy como Pierre Doré
- Mercedes de la Aldea como Enfermera Marcela
- Eduardo de la Cueva como Alexander Duniev
- Luis Orduña como Comisario
- Ramón Martori como Padre misionero
- Consuelo de Nieva como Madre de Carlos
- Marta Grau como Abuela de Carlos
- Luis Induni como Hassan
- José Marco como José
- Francisco Piquer como Enfermo
- José Moratalla como Enrique López Doria (niño)
- Antonio Almorós como Alí
- José Manuel Pinillos como Matón
- Mario de Bustos como Coronel
- Luis Parellada como Cabo
- Salvador Muñoz como Capitán
- Enrique Borrás como Reclutador
- Carlos Ronda como Manuel, maitre